# 美女池

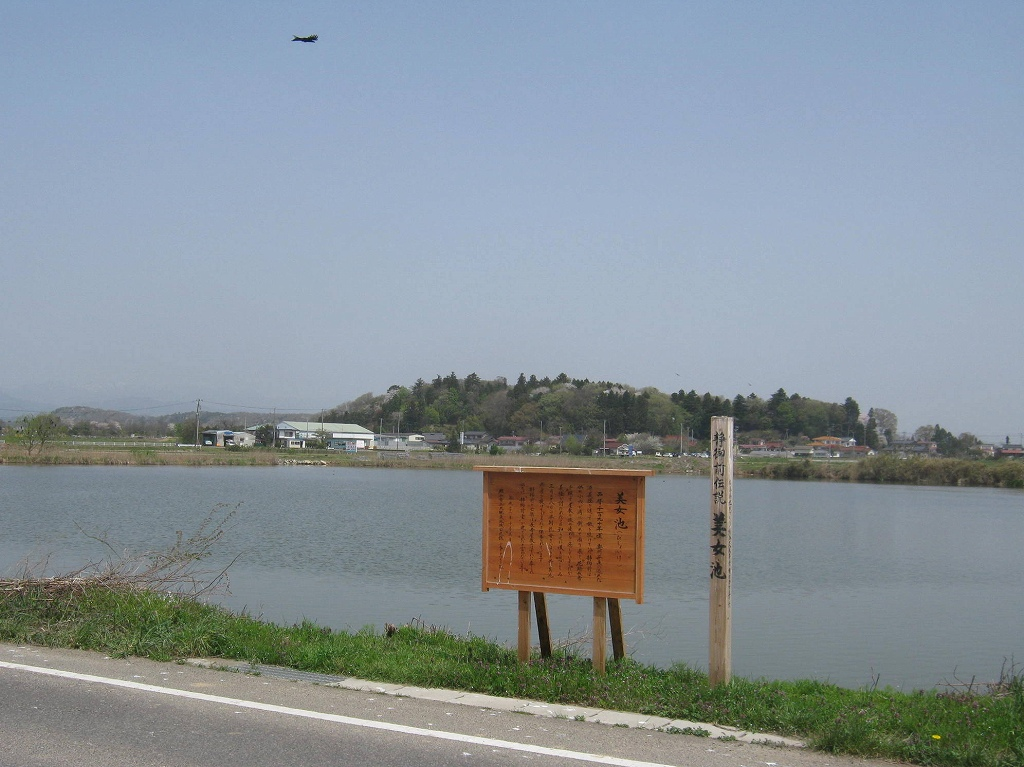
美女池 案内板付近

美女池（びじょがいけ）は、福島県郡山市大槻町にある池。

## 静御前伝説
美女池は静御前伝説の残るところである。源義経の奥州下りの跡を慕い、従者小六、乳母のさいはらとともにこの地までやって来た静御前が、小六の死と平泉までのあまりに遠い道のりへの落胆から、乳母のさいはらと共にこの池に身を投じたとされている。それにちなんで毎年3月28日、郡山市では御霊を祀る「静御前堂」で例大祭を行なっている。この御堂も800年の歴史を持ち、現在の御堂は江戸時代の1783年（天明三）に再々建されたもの。境内には静御前の供をして同じくこの地で果てた二人の従者「乳母さいはら」と「小六の碑」も祀られている。従者の碑があるのは全国でも珍しいとされる。

## 現在
美女池の前には現在、郡山運転免許センターが建ち、同センターの門付近には郡山市立大槻東地域公民館ふるさとつくり隊による池の説明の看板が立てられている。

## リンク
- 静御前伝説[リンク切れ]

座標: 北緯37度22分37.4秒 東経140度19分1.6秒 / 北緯37.377056度 東経140.317111度